# Laetitia Casta
Laetitia Marie Laure Casta (tiếng Pháp: [lɛtisja kasta]; sinh ngày 11 tháng 5 năm 1978) là một nữ diễn viên kiêm người mẫu người Pháp. Casta trở thành đại diện cho thương hiệu mỹ phẩm "GUESS? Girl" vào năm 1993 và thu hút lượng lớn chú ý nhờ nắm giữ danh hiệu "Thiên thần Victoria's Secret" từ năm 1998 đến 2008, đồng thời giữ vai trò người phát ngôn cho công ty mỹ phẩm L'Oréal. Cô đã xuất hiện trên hơn 100 trang bìa của nhiều tạp chí danh tiếng như Cosmopolitan, Vogue, Rolling Stone, Elle và Glamour, bên cạnh đó cô còn làm mẫu cho nhiều nhà thiết kế lừng danh như Yves Saint Laurent, Jean-Paul Gaultier, Chanel, Ralph Lauren, Tommy Hilfiger, J. Crew, Louis Vuitton, Givenchy, Roberto Cavalli, Lolita Lempicka và Vivienne Westwood. Ngoài ra Casta cũng sở hữu sự nghiệp điện ảnh tên tuổi khi tham gia đóng các bộ phim như Gainsbourg (Vie héroïque) (2010; trong phim cô hóa thân vào vai biểu tượng sex Brigitte Bardot), Visage (2009) và La Bicyclette bleue (2000), cũng như diễn vở Ondine tại Nhà hát Antoine.

## Xuất thân
Laetitia Casta chào đời tại Pont-Audemer, Normandy, Pháp. Mẹ cô, bà Line Blin là người gốc Normandy còn cha cô, ông Dominique Casta có gốc gác Corse. Casta có một người anh trai tên là Jean-Baptiste và một cô em gái tên Marie-Ange. Cô trải qua thời thơ ấu của mình tại Normandy và Corse.

## Sự nghiệp
Sự nghiệp người mẫu của Casta bắt đầu chắp cánh khi cô được nhiếp ảnh gia Frederic Cresseaux phát hiện trong kì nghỉ gia đình diễn ra tại Corse – quê nội của cô năm nữ diễn viên 15 tuổi. Sau khi bất ngờ được nhãn hiệu phụ kiện thời trang Jeeby ký hợp đồng, Casta được tuyển chọn làm Hoa khôi Lumio 93. Casta đã đảm nhiệm vai trò đại sứ thương hiệu cho L'Oréal chi nhánh Paris từ năm 1998. Cô còn góp mặt trong các chiến dịch quảng bá cho những nhãn hiệu thời trang tên tuổi như Guess? Jeans, Tommy Hilfiger, Miu Miu, Pepe Jeans, Alberta Ferretti và XOXO. Nữ minh tinh cũng hiện diện trên hơn 100 trang bìa tạp chí, gồm có các danh mục của Victoria's Secret, các tạp danh tiếng như Harper's Bazaar, Elle và Vogue. Casta đã trình diễn trang phục tại Chương trình thời trang Victoria's Secret tổ chức thường niên vào các năm 1997, 1998, 1999 và 2000. Nữ minh tinh là một trong những Thiên thần Victoria's Secret nổi bật của công ty từ 1998 đến 2002. Cô tuyên bố sự nghiệp của mình với Victoria's Secret đã chấm hết bởi cô "quá là nổi loạn". Cô còn có mặt trên chuyên mục Sports Illustrated Swimsuit Issue ba lần liên tiếp, Rolling Stone cũng như Lịch Pirelli (của Herb Ritts năm 1999 và Annie Leibovitz năm 2000).
Năm 1999, Casta xếp đầu tiên trong một cuộc khảo sát quốc gia do Hiệp hội thị trưởng Pháp tiến hành nhằm quyết định xem ai sẽ là mẫu mới cho bức tượng bán thân của Marianne – một biểu tượng đại diện cho Cộng hòa Pháp. Mỗi bức tượng sẽ được đặt bên trong mỗi tòa thị chính của Pháp. Casta từng trở thành tâm điểm của tranh cãi sau khi được lựa chọn là Marianne, giới báo chí tại Anh Quốc và Pháp thông báo rằng cô đã tái định cư đến Luân Đôn–nơi mức thuế dành cho những người lao động thu nhập cao ở ngưỡng thấp hơn. Bố của Casta nói rằng cô đi đến Luân Đôn bởi những lý do chuyên môn; trên một chương trình truyền hình, cô tiết lộ rằng đã thuê một căn hộ tại Luân Đôn để ở gần bạn trai. Bộ trưởng Bộ Nội vụ Pháp đã nhắc đến Casta trên sóng phát thanh, ông so sánh những lợi ích của điều kiện sống tại Paris với những mặt hạn chế tại Luân Đôn, sau khi các đối thủ chính trị lợi dụng chuyện tái định cư đến Luân Đôn của Casta làm cơ hội đả kích chính phủ. Năm 2005, nhân kỉ niệm 60 năm ra đời tạp chí Elle, Casta từng là một trong ba gương mặt đại diện trên các trang bìa ấn phẩm, bên cạnh Monica Bellucci và Sophie Marceau.
Vai diễn chính đầu tiên của Casta là vai Falbala trong phim Astérix & Obélix contre César do Claude Zidi làm đạo diễn; đây là bản chuyển thể người đóng từ truyện tranh Asterix, trong đó Obelix (Gérard Depardieu đóng) là người yêu nhân vật của Casta. Casta còn diễn trong Les âmes fortes (2001), một tác phẩm chính kịch do Raúl Ruiz đạo diễn. Màn hóa thân thành ngôi sao Brigitte Bardot của Casta trong phim Gainsbourg (Vie héroïque) đã đem về cho nữ diễn viên một đề cử giải César. Casta từng giữ vai trò giám khảo tại Liên hoan phim quốc tế Venezia lần thứ 69 vào năm 2012.

## Hoạt động chính trị
Ngày 6 tháng 4 năm 2008, Casta tham gia vào một cuộc biểu tình bất bạo động vào Tháng Ba Trắng (White March) nhằm yêu cầu chiếu rạp ngay lập tức phim Íngrid Betancourt, ứng viên tổng thông bị bắt cóc từ năm 2002 bởi Lực lượng Vũ trang Cách mạng Colombia (FARC). Ngày 30 tháng 4 năm 2002, cô gia nhập cuộc biểu tình Vive la République sau khi kết thúc vòng đầu tiên của cuộc bầu cử tổng thống Pháp 2002. Cô đã được bổ nhiệm làm Đại sứ Thiện chí của Quỹ Nhi đồng Liên Hợp Quốc (UNICEF) vào ngày 9 tháng 12 năm 2016, nhằm hỗ trợ 250 triệu trẻ nhỏ sống trong vùng chiến sự.

## Đời tư
Ngày 19 tháng 10 năm 2001, Casta chào đón đứa con gái đầu lòng Sahteene với cha ruột của cô bé là nhiếp ảnh gia Stéphane Sednaoui. Kế đó Casta đính hôn với nam diễn viên người Ý Stefano Accorsi. Cặp đôi có hai đứa con: con trai tên là Orlando (sinh ngày 21 tháng 9 năm 2006) còn con gái tên Athena (sinh ngày 29 tháng 8 năm 2009). Tháng 6 năm 2017, Casta kết hôn với bạn trai mà cô hẹn hò trong hai năm là nam diễn viên đồng hương Louis Garrel.

## Danh sách phim

### Đạo diễn, biên kịch hoặc nhà sản xuất
| Năm  | Tựa phim | Vai diễn                          | Chú giải                                              |
| ---- | -------- | --------------------------------- | ----------------------------------------------------- |
| 2016 | En Moi   | Đạo diễn, biên kịch, nhà sản xuất | Đoạn phim ngắn khép lại Tuần của giới phê bình Cannes |

### Diễn xuất
| Năm  | Tựa phim                                                         | Vai diễn              | Đạo diễn                           | Chú giải |
| ---- | ---------------------------------------------------------------- | --------------------- | ---------------------------------- | --- |
| 1999 | Asterix et Obelix contre Cesar (Asterix & Obelix Take On Caesar) | Falbala               | Claude Zidi                        | |
| 2000 | La Bicyclette Bleue (The Blue Bicycle)                           | Lea Delmas            | Thierry Binisti                    | Phim điện ảnh truyền hình cho France2                                                                           |
| 2000 | Gitano                                                           | Lucia Junco           | Manuel Palacios                    | |
| 2001 | Les ames fortes (Savage Souls)                                   | Therese               | Raoul Ruiz                         | |
| 2002 | Rue des plaisirs (Love Street)                                   | Marion                | Patrice Leconte                    | Thể hiện trong phần nhạc phim                                                                                   |
| 2003 | Errance (Wandering)                                              | Lou                   | Damien Odoul                       | |
| 2004 | Luisa Sanfelice                                                  | Luisa Sanfelice       | Paolo Taviani Vittorio Taviani     | Phim điện ảnh truyền hình France2, RAI Uno                                                                      |
| 2006 | Le grand appartement                                             | Francesca Cigalone    | Pascal Thomas                      | |
| 2006 | La Deraison du Louvre                                            | Cô gái trẻ            | Ange Leccia                        | Phim ngắn với hội thoại được ghi tại Bảo tàng Louvre giúp Casta lần đầu tiên hát lại bài Les Cahiers du Cinema. |
| 2006 | Nymphea                                                          | The naiad             | Ange Leccia                        | Phim ngắn |
| 2007 | Le Petit Monde de Charlotte                                      | Charlotte A. Cavatica | Gary Winick                        | Giọng lồng tiếng Pháp.                                                                                          |
| 2008 | Nes en 68 (Born in 68)                                           | Catherine             | Olivier Ducastel Jacques Martineau | Cabourg: Giải Swann vàng cho nữ diễn viên chính xuất sắc nhất                                                   |
| 2008 | La jeune fille et les loups                                      | Angele Amblard        | Gilles Legrand                     | |
| 2009 | Visage                                                           | Salome                | Tsai Ming-Liang                    | |
| 2009 | Fleurs dans le miroir, lune dans l'eau                           | Chính cô Salome       | Francois Lunel                     | |
| 2010 | Gainsbourg (Vie heroique)                                        | Brigitte Bardot       | Joann Sfar                         | Đề cử giải César cho nữ diễn viên phụ xuất sắc nhất Thể hiện những bài hát của Gainsbourg trong nhạc phim       |
| 2011 | La nouvelle guerre des boutons                                   | Simone                | Christophe Barratier               | |
| 2011 | Derriere les murs                                                | Suzanne               | Julien Lacombe Pascal Sid          | |
| 2011 | Островът (Ostrovat)                                              | Sophie                | Kamen Kalev                        | Phim điện ảnh đầu tiên với thoại bằng tiếng Anh                                                                 |
| 2011 | Rio                                                              | Perla (Jewel)         | Carlos Saldanha                    | |
| 2012 | Arbitrage                                                        | Julie Cote            | Nicholas Jarecki                   | Phim điện ảnh Mỹ đầu tiên                                                                                       |
| 2012 | Do Not Disturb                                                   | Anna                  | Yvan Attal                         | |
| 2013 | Une histoire d'amour (Đống giải)                                 | Cô gái trẻ            | Helene Fillieres                   | |
| 2014 | Rio 2                                                            | Perla (Jewel)         | Carlos Saldanha                    | Phần kế tiếp đầu tiên                                                                                           |
| 2014 | A Woman as a Friend                                              | Claudia               | Giovanni Veronesi                  | |
| 2014 | Des lendemains qui chantent                                      | Noemie Archambault    | Nicolas Castro                     | |
| 2014 | Sous les jupes des filles                                        | Agathe                | Audrey Dana                        | |
| 2018 | A Faithful Man                                                   | Marianne              | Louis Garrel                       | Đã đóng máy |
| 2019 | Le Milieu de l'horizon                                           | Nicole                | Delphine Lehericey                 | |

## Video âm nhạc
| Năm  | Ca sĩ           | Ca khúc                  | Đạo diễn        |
| ---- | --------------- | ------------------------ | --------------- |
| 2010 | Rihanna         | Te Amo                   | Anthony Mandler |
| 1999 | Chris Isaak     | Baby Did a Bad Bad Thing | Herb Ritts      |
| 1998 | I Muvrini Sting | Terre d'Oru              | Stefano Salvati |